# Extra-embryonaal ectoderm
Het extra-embryonaal ectoderm wordt tijdens de embryonale ontwikkeling na de innesteling van het embryo gevormd. De polaire trofoblast groeit uit tot een dikke compacte kolom van cellen die zich uitstrekt tot in de blastocoel, met zijn distale deel naast de epiblast. Zowel extra-embryonaal ectoderm als de epiblast worden omgeven door het viscerale endoderm. Het chorion is afkomstig van het extra-embryonaal ectoderm en het mesoderm. Ook is het extra-embryonaal ectoderm de bron van ongedifferentieerde trofoblaststamcellen, die in het muizenembryo bijdragen aan de placenta. Bij muizen is het extra-embryonaal ectoderm onmisbaar bij de vorming van oerkiemcellen.

## Afbeeldingen

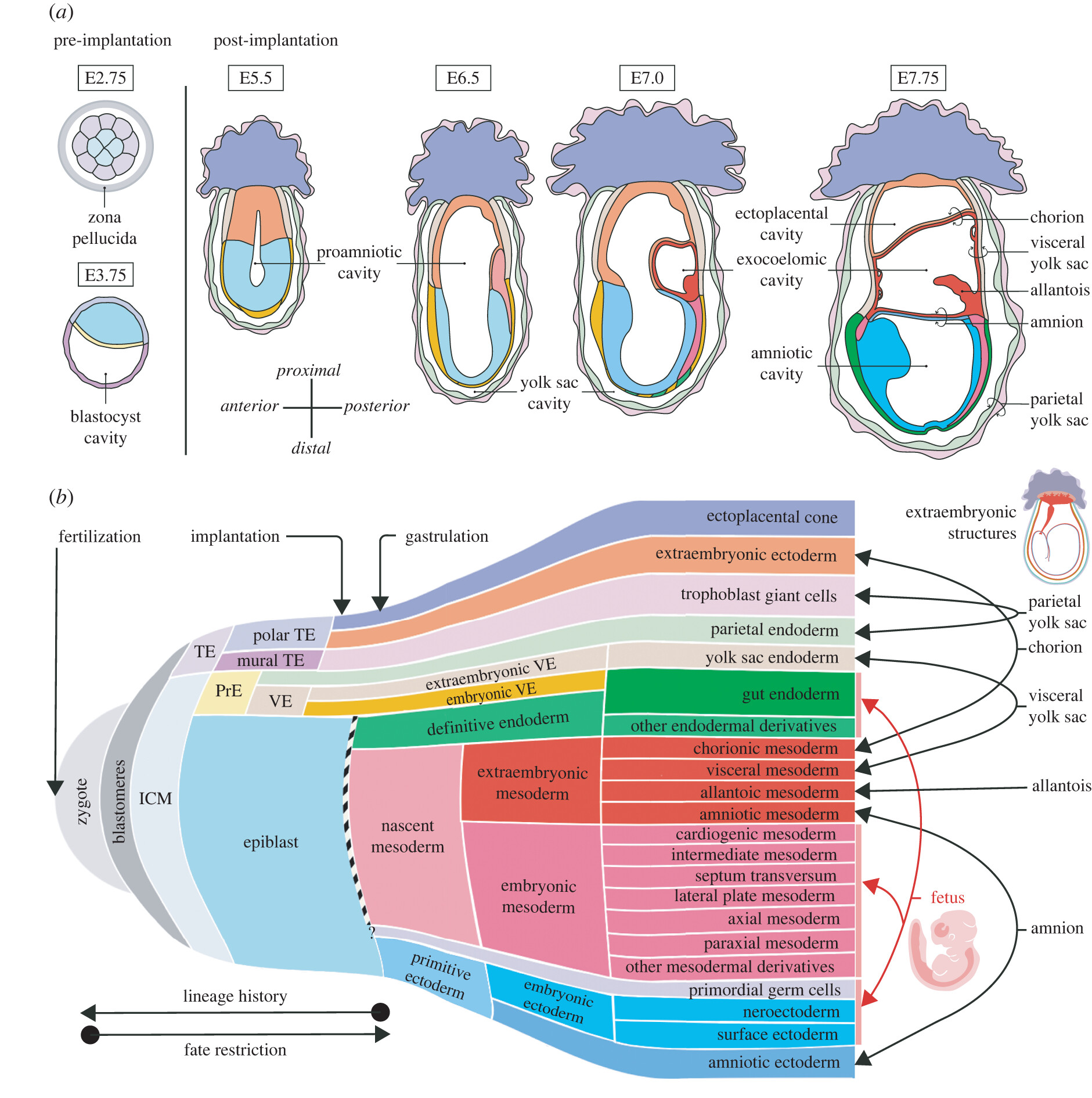
De veranderende morfologie en weefselsamenstelling van het muisembryo
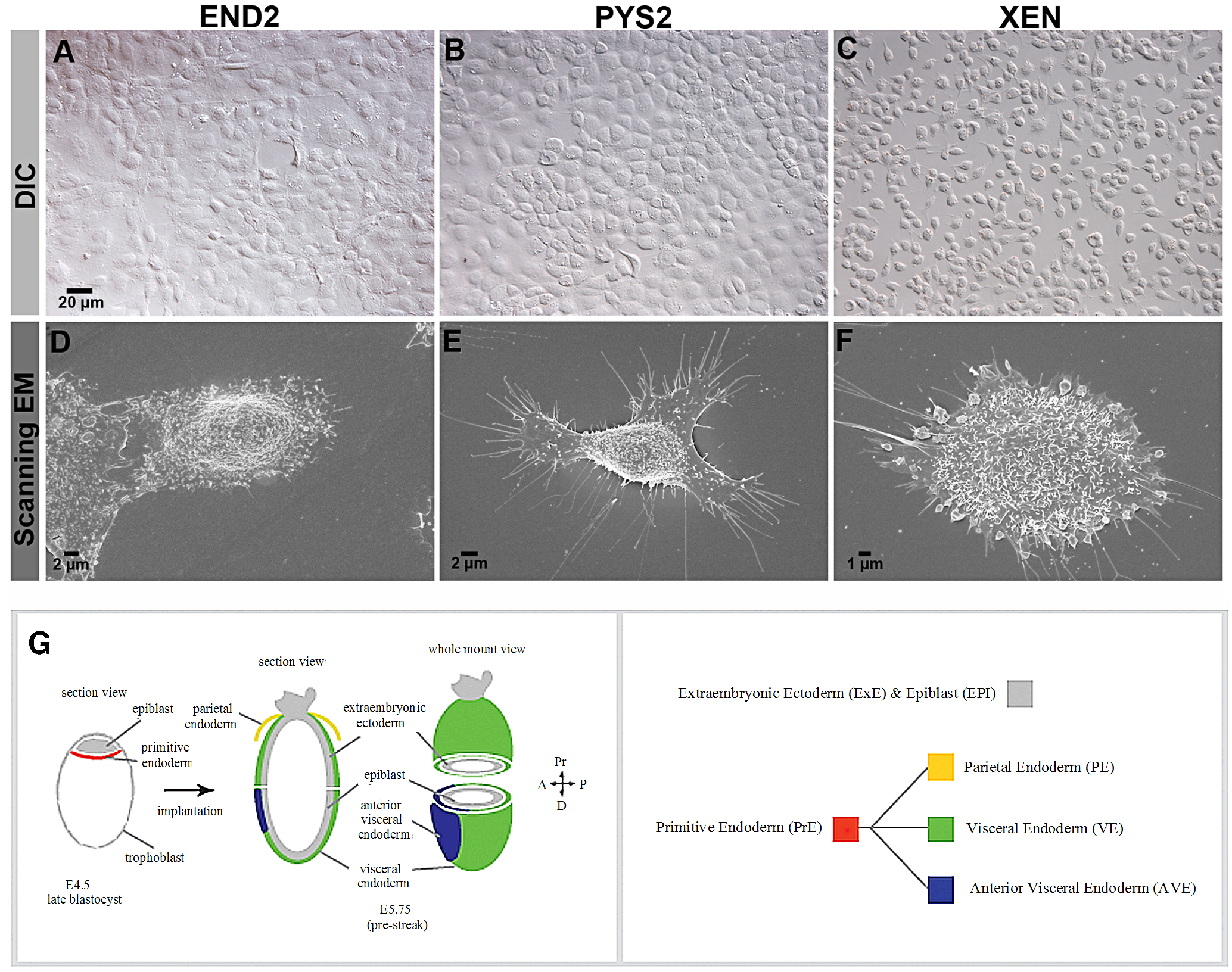
Muisembryo
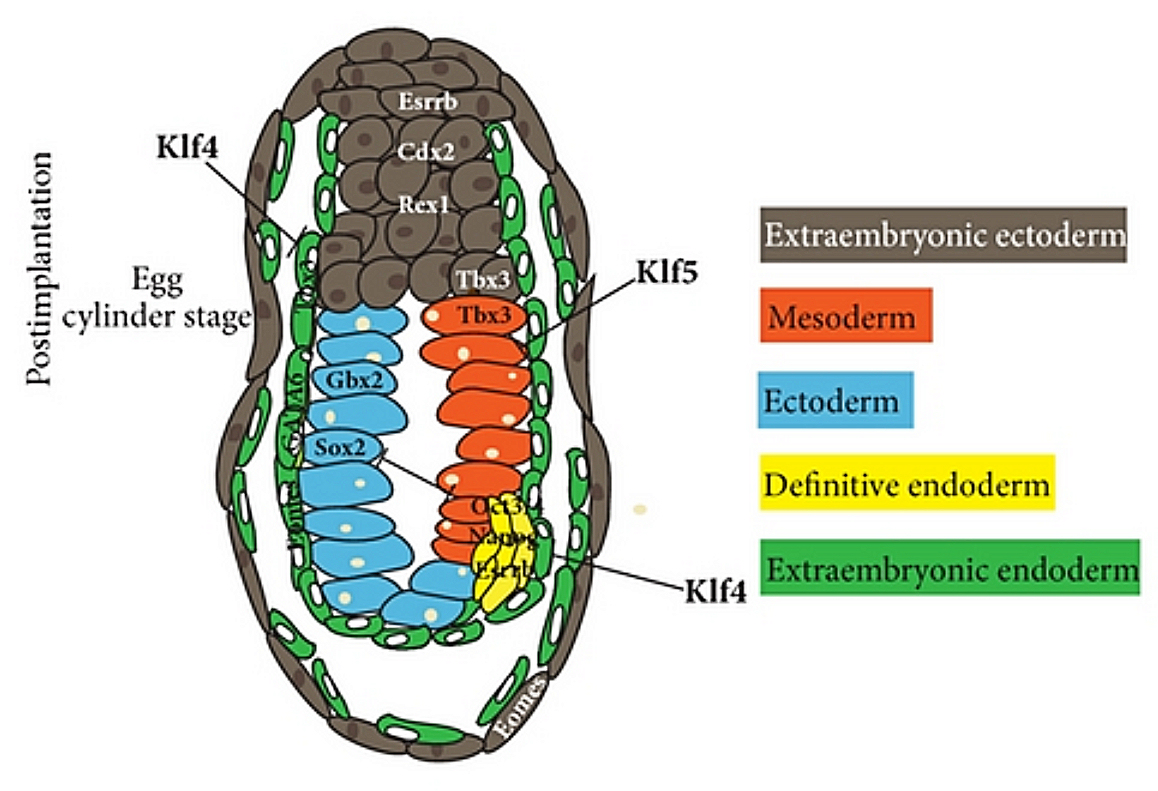
Extra-embryonaal ectoderm bij muisembryo
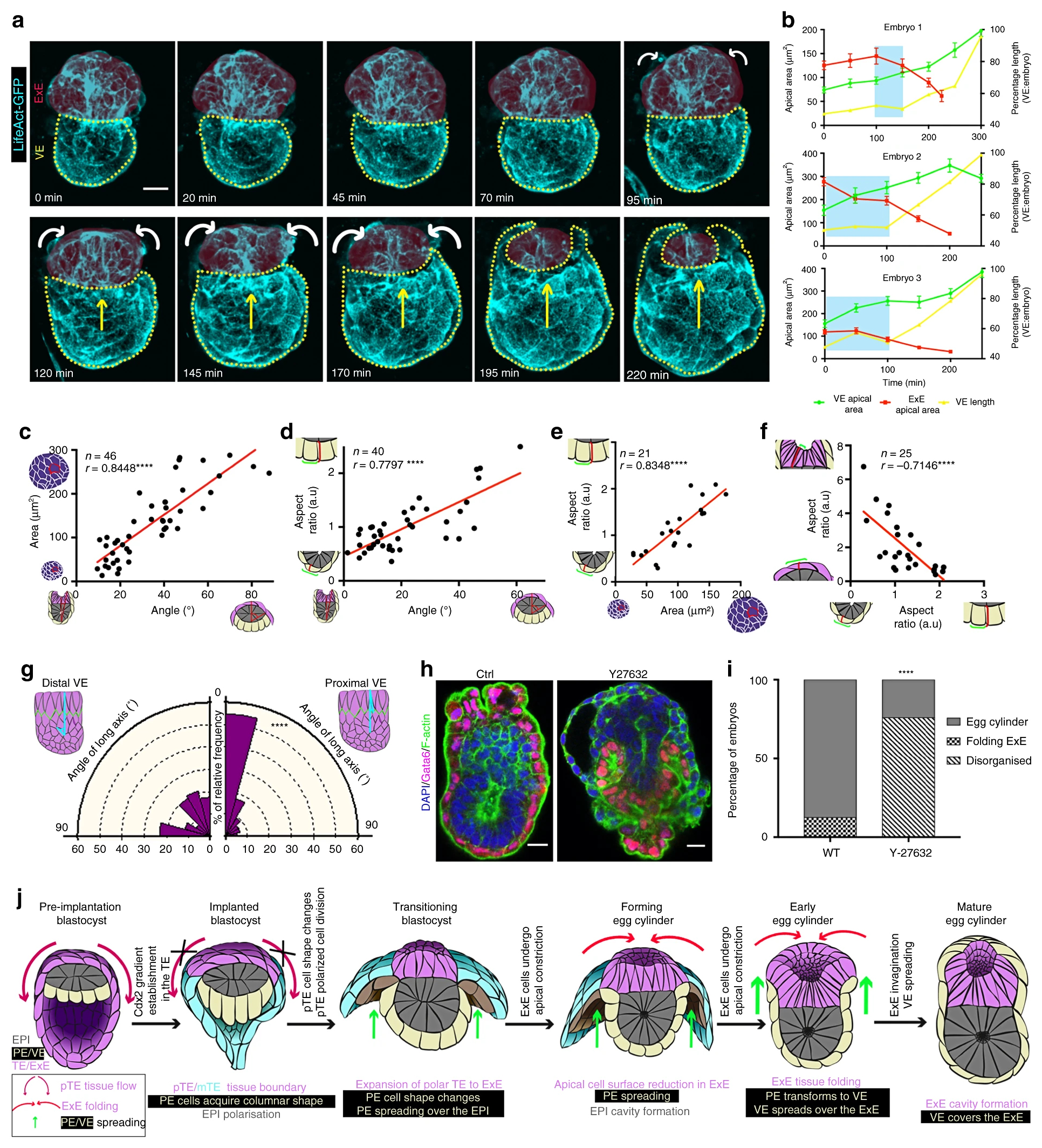
Vorming 'eicilinder' bij de muis door vouwing van het extra-embryonaal ectoderm en overgroeiing met extra-embryonaal endoderm